# Prašivá
Prašivá är ett berg i Tjeckien.   Det ligger i regionen Mähren-Schlesien, i den östra delen av landet, 300 km öster om huvudstaden Prag. Toppen på Prašivá är 849 meter över havet.
Terrängen runt Prašivá är kuperad åt sydost, men åt nordväst är den platt.Runt Prašivá är det glesbefolkat, med 11 invånare per kvadratkilometer. Närmaste större samhälle är Havířov, 16,8 km norr om Prašivá. I omgivningarna runt Prašivá växer i huvudsak blandskog.